# Hubert Sedlmair
Hubert Johann Sedlmair (* 3. April 1927 in Roding in der Oberpfalz; † 26. Januar 2014 in Speyer) war ein deutscher katholischer Geistlicher und Domkapitular des Bistums Speyer.

## Leben
Hubert Sedlmair studierte Theologie und Philosophie am Priesterseminar in Speyer und empfing 1950 die Priesterweihe im Speyerer Dom. Er war zunächst Kaplan in Ludwigshafen, Kaiserslautern und Homburg, anschließend Pfarrer der Pfarrei Maria vom Frieden in Homburg.
Bischof Friedrich Wetter holte Sedlmair ins Domkapitel. Er war von 1974 bis 2000 Leiter der Hauptabteilung Bau und Kunstwesen im Bischöflichen Ordinariat Speyer, also Baudezernent und Diözesankonservator. Er war Domkustos („Summus Custos“) des romanischen Speyerer Doms. Bis 1987 hatte er zudem die Leitung der Finanz- und Vermögensverwaltung inne. Er ließ in seiner Amtszeit über 500 Kirchen in der Diözese restaurieren und gab Aufträge für 20 Kirchenneubauten. Unter seiner Leitung wurde die Sanierung des Speyrer Doms 2003 beendet. 
Er war mehr als 25 Jahre Präses der Kolpingfamilie in Speyer. 
1998 wurde Sedlmair von Kardinal-Großmeister Carlo Kardinal Furno zum Ritter des Ritterordens vom Heiligen Grab zu Jerusalem ernannt und am 9. Mai 1998 im Mainzer Dom durch Anton Schlembach, Großprior der deutschen Statthalterei, investiert.

## Auszeichnungen und Ehrungen
- Ernennung zum Päpstlichen Ehrenprälaten (Monsignore) durch Papst Johannes Paul II. (1996)
- Pirminiusplakette der Diözese Speyer (1996)
- Ehrenzeichen des internationalen Kolpingwerkes (1996)
- Ritterschlag zum Ritter vom Heiligen Grab durch Kardinal-Großmeister Carlo Kardinal Furno (1998)